# ダーダネルス砲
ダーダネルス砲（英語: Dardanelles Gun）または大トルコ射石砲（英語: Great Turkish Bombard トルコ語: Şahi topu, Şahi）は、オスマン帝国の軍事技術者ムニル・アリが1464年に製造した巨大な射石砲。イギリス・オスマン戦争中の1807年、イギリスのダーダネルス作戦に対抗して実戦で使用された。

## 歴史
ブロンズ製のダーダネルス砲は重量16.8トン、全長5.18メートルで、直径63cmの石弾を射出できた。薬室と砲身がねじで接続されており、重量のわりに簡単に運搬できた。
このような巨砲は、ヨーロッパではすでに15世紀初頭から製造され、攻城戦に用いられていた。シュミットヘンによれば、こうした巨砲の技術は1453年のコンスタンティノープル包囲戦の際に、ハンガリー王国出身のウルバンによってオスマン帝国にもたらされた。そのため、アリが製造した巨砲もヨーロッパの大砲技術の系譜に連なっている。一方でポール・ハンマーは、他の既に大砲技術を獲得していたイスラーム教国から技術がもたらされた可能性も指摘している。
この大砲は340年以上もダーダネルス海峡に配備され、1807年にイギリス海軍が海峡へ侵入してきた際に実際に使用された。オスマン軍は時代遅れの火薬と射石砲をもって、イギリス艦隊に28人の損害を与えた。この時の砲弾は鉄製で1027.5キログラムもあった。
1866年、スルターンのアブデュルアズィズは、オスマン帝国を訪問したイギリスのヴィクトリア女王にダーダネルス砲を贈った。その後この射石砲はロイヤル・アーマリーズの所蔵品の一つとなり、まずロンドン塔に展示された。今ではフォート・ネルソンに移され、ポーツマスを見下ろしている。